# 지용기
지용기(池湧奇, 1330년 ~ 1392년)는 고려의 문신이다. 본관은 충주(忠州). 호는 의재(毅齋)이다. 
공민왕 때 삼사우윤(三司右尹)을 지내고, 우왕 때 예의판서(禮儀判書)를 거쳐 동지밀직사사(同知密直司事)로 승진해 수성분의공신(輸誠奮義功臣)이 되었으며, 문하평리(門下評理)로 전라도도원수가 되어 왜구를 격퇴하였다. 위화도 회군 후 이성계와 함께 공양왕을 세운 공으로 문하찬성사에 올랐으며, 중흥공신녹권(中興功臣錄券)을 받고 충의군(忠義君)에 봉작되었다가 충원부원군(忠原府院君)으로 개봉되었다. 그 뒤 판삼사사(判三司事)를 지냈으나 1390년(공양왕 2년) 윤이 이초의 옥사가 일어나자 삼척에 유배되었고, 1391년 처의 재종 왕익부(王益富)의 역모사건에 연루되어 유배지에서 죽었다.

## 생애
고려 공민왕 때 여러 벼슬을 거쳐 삼사우윤(三司右尹)을 역임하였다.
고려 우왕 때 예의판서(禮儀判書)를 거쳐 밀직부사(密直副使)로 임명됐고, 동지밀직사사(同知密直司事)로 승진하여 수성분의공신(輸誠奮義功臣)의 칭호를 받았다.
1378년(우왕 4) 전라도 도순문사(都巡問使)로 재직했을 때 왜적이 장흥부(長興府)를 침입하자 탁사청(卓思淸)을 보내 회령현(會寧縣)에서 왜구와 교전하여 승전하였다. 지밀직사사(知密直司事)로 승진했다가 1381년 전라도 원수(全羅道 元帥)로 재직했을 때 사근내역(沙斤乃驛)까지 쳐들어온 왜구와의 전투에서 패배하여 대간의 탄핵을 받고 파직되었다. 
1382년 양광·전라·경상도 조전원수(楊廣全羅慶尙道助戰元帥)로 기용되어 원수 이을진(李乙珍)과 함께 전라도 반남현(潘南縣)에 들어온 왜구와 싸워 격퇴하였다. 
1384년 문하평리(門下評理)로 전라도도원수를 겸하였으며, 이어 전라도도순문사로 다시 나가 왜구와 교전하여 승리하였다.
1388년 요동(遼東) 정벌 당시 안주도부원수로 참가했다가 우군도통사 이성계(李成桂)의 편을 들어 위화도에서 회군을 하는 데 공을 세웠다. 
1389년(공양왕 1) 이성계와 함께 공양왕을 세운 공으로 문하찬성사에 발탁되었으며, 중흥공신녹권(中興功臣錄券)을 받고 충의군(忠義君)에 봉해졌다.
공양왕 때 판삼사사(判三司事)를 지냈으나 윤이(尹彛)·이초(李初) 등의 이성계 일파 제거가 실패로 돌아가 윤이 이초의 옥사가 드러났다. 이때 윤이 이초의 옥사 관련자로 지목되어 체포된 김종연(金宗衍)의 당인(黨人)으로 지적되어 탄핵을 받고 강원도 삼척에 유배되었다. 그러나 이후 사헌부대사헌이 된 김사형(金士衡) 등이 그가 여러 번 왜구를 토벌한 공로를 정상참작하여 죄를 경감하고 공신호와 공신녹권만 거두자고 하였으나 낭사(郎舍) 진의귀(陳義貴) 등은 그가 역모를 꾸몄다고 하여 삼척에 귀양보냈으며 가산은 적몰하였으나 얼마 뒤 석방되어 풀려났다.
1391년 부인 이천 서씨의 재종(再從) 왕익부(王益富)가 스스로 충선왕의 증손이 된다고 자칭하는 것을 정양군(定陽君) 왕우(王瑀)가 이를 입수하고는 지용기가 왕씨의 후예를 숨겨두었다가 후에 모반하여 왕으로 세우려는 계획을 꾸몄다고 고변, 역모사건에 연루되어 벽지에 감금하였으나, 뒤에 사면받고 충청도 목천으로 이배되었다. 1392년 충청도 목천의 귀양지에서 사망하였다.

## 가족
- 아버지 : 문하찬성사 지복룡(池福龍)
- 어머니 : 여산 송씨 송자연의 딸
  - 배(配) : 영가군부인 이천 서씨, 승지 서욱의 딸
    - 아들 : 지유용(池有容)
    - 사위 : 서운관부정 최용(崔鄘)
      - 외손녀 : 해녕부부인(海寧府夫人) 해주 최씨
      - 외손녀 사위 : 권전(權專) 
        - 외증손녀 : 현덕왕후(顯德王后)
        - 외증손녀 사위 : 조선 제5대 왕 문종(文宗)

## 평가
공양왕을 왕위에 올린 후 문하찬성사(門下贊成事)로 발탁되었고 중흥공신(中興功臣) 녹권(錄券)을 받았으며 충의군(忠義君)으로 봉해졌을 당시 교서에 지용기에 대해 다음과 같이 평가했다.
경은 영민한 자질과 웅위한 기량으로 곽자의(郭子儀)와 이광필(李光弼) 같은 충성을 마음에 품었으며 관우(關羽)와 장비(張飛) 같은 용맹을 겸하였다. 군사를 위무해 잘 훈련시켰으며 전투에 임해서는 용맹히 적을 무찌르는 공을 세웠다. 공민왕께서 돌아가시고 난 뒤 간교한 무리들이 정권을 잡자 우왕과 창왕 부자가 그 연줄을 타고 왕위를 훔쳐 국가의 기강을 어지럽혔으며 올바른 인륜을 무너뜨리니 선조의 영혼이 크게 놀라는 지경에 이르렀다. 이에 경은 이성계와 함께 떨쳐 일어나 몸을 돌보지 않은 채 의로운 결단을 내렸다. 왕씨에 가장 가깝다고 하여 나로 하여금 정통을 잇게 하니 떨어졌던 왕통이 다시 이어지고 끊어졌던 제사가 다시 계속되게 되었으니, 진평(陳平)과 주발(周勃)이 한나라를 안정시키고 적인걸(狄仁傑)·장간지(張柬之)가 당나라를 회복한 것처럼 그 공이 빛났다. 일찍이 해당 관청에 분부해 작위을 높여서 조상을 봉하고 공신각을 세워서 초상을 걸게 하였다. 적장자(嫡長子)는 충의(忠義)라는 칭호를 대대로 잇고 그 외 자손들은 영원히 죄를 용서받게 했으며 토지와 노비도 하사하게 했다. 그러나 오히려 공은 크고 상은 적어 뒷사람들을 권면하기에 부족하므로 이제 경에게 은정(銀錠)·말·비단을 내려주노라.

## 사후
묘는 충청남도 당진시 합덕읍 석우리 분토동에 안장되었으며 부인 이천 서씨와 합장되었다. 임진왜란, 병자호란으로 묘를 실전하였으나, 정조 때 그의 후손 지덕진이 묘소를 찾아 지석을 찾아내고, 봉축을 고친뒤 석의를 갖추고, 제전을 설치하였다.